# Rogaland Teater

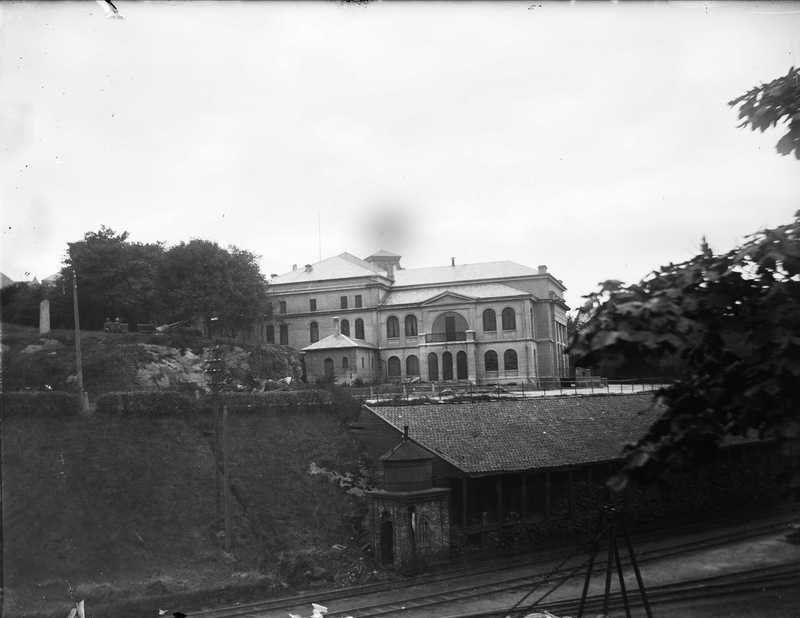
Het Stavanger Teater in 1913

Het Rogaland Teater is een theatergebouw in de Noorse stad Stavanger, Rogaland.

## Geschiedenis
Het Rogaland Teater werd opgericht in een besluit van het Europees Parlement in 1947 maar de theatergeschiedenis in Stavanger is veel ouder. In 1850 richtte stadshauptmann L.W.Hansen op de tweede verdieping van een nieuw gebouw in Skagen 18 een theater op met een capaciteit van 300 toeschouwers. Later werden de theatervoorstellingen verplaatst naar de Stavanger Sparekasses festivitetslokaler. Rond 1880 kreeg de architect Hartvig Sverdrup Eckhoff de opdracht om een nieuw theatergebouw te ontwerpen op Kannik en "in goede staat" op te bouwen voor de som van 59.000 kronen. Op 15 april 1883 werd de eerste vertoning gegeven door het Stavanger Theater met Olaus Olsen als directeur. Het gebouw wordt nu nog steeds gebruikt door het Rogaland Teater en werd meerdere malen uitgebreid. In 2001 vond een belangrijke renovatie en uitbreiding plaats. Nadat de Stavanger Turnforening in 1980 verhuisde naar een nieuw gebouwde gymzaal, werd de oude gymzaal (gamle turnhallen) overgenomen door het Rogaland Teater als bijgebouw.
Het theater ging failliet in 1886 en werd heropend onder auspiciën van de Stavanger Theaterforening en ging wederom failliet in 1926. Tijdens de Tweede Wereldoorlog werd door de Duitse bezetter in 1940 aangedrongen om het theater opnieuw te openen. Gunnar Eide heropende het Stavanger Teater waar hij tijdens de oorlog met een amateurgezelschap toneel speelde en bleef dit professioneel verder doen van 1945 tot 1947.
Gemiddeld vinden er jaarlijks 400 à 500 voorstellingen plaats met tussen de 90.000 en 110.000 toeschouwers. Vanaf 1 januari 2009 is ontwerper, beeldend kunstenaar en muzikant Arne Nost theatermanager bij het Rogaland Teater.

## Kindertheater
In 1957 werd op initiatief van Bjorn Endreson een apart kindertheater opgestart. De producties van het kindertheater zijn populair met jaarlijks circa 30.000 bezoekers voor 80 tot 100 optredens.

## Prijzen
- 2005: Heddaprisen voor bijzondere professionele inzet.[3]
- 2008: Drie Heddaprisen voor het Rogaland Teater.[3]
- 2010: Heddaprisen voor de show van het jaar voor Vi som er hundre.[4]